# Adolf Nikolaus von Buccow

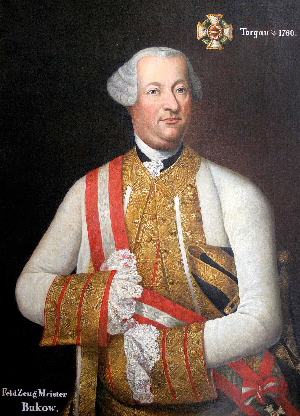
Adolf Nikolaus von Buccow

Adolf Nikolaus von Buccow (7 januari 1712 - Hermannstadt, 18 mei 1764) was een Oostenrijks generaal der Cavalerie en gouverneur van Zevenburgen. Hij stamde uit een oude Noord-Duitse familie. Zijn ouders heetten Georg Wilhelm von Bucco en N.N. Croix de Frechapell. Zijn grootvader Lucas was een buitenechtelijke zoon van hertog George Willem van Brunswijk-Lüneburg.
Tijdens de Poolse Successieoorlog vocht Adolf Nikolaus van Buccow in Noord-Italië, waar hij de aandacht trok van Karel van Lotharingen, de latere gouverneur van de Zuidelijke Nederlanden. Tijdens de Oostenrijkse Successieoorlog werd hij adjudant-generaal van Karel van Lotharingen, wat hem meermaals de kans bood om uit te blinken. In de Tweede Silezische Oorlog bezette hij Mittenwalde  in december 1744. In mei 1745 veroverde hij een bevoorradingstransport bij Jägersdorf en bestormde hij Kosel met de pandoeren van baron Von der Trenck. Omwille van deze onderneming werd hij in 1746 tot generaal-majoor benoemd.
Bij het uitbreken van de Zevenjarige Oorlog in 1756 was hij al tot veldmaarschalk-luitenant bevorderd. In 1757 voerde hij na de Slag bij Leuthen de achterhoede van het leger ondanks de moeilijke omstandigheden op uitstekende wijze aan. Hij droeg veel bij aan het ontzet van de stad Olmütz in 1758 en vergaarde daarna opnieuw roem bij Dresden. In de Slag bij Torgau nam hij op 3 november 1760 van de verwonde Leopold Joseph von Daun het bevel over het leger over. Aangezien hij vervolgens zelf ook verwond raakte, moest hij op zijn beurt het bevel overdragen aan graaf Karl O’Donell von Tyrconell.
Omwille van zijn moed werd hij erkend met het Grootkruis in de Militaire Orde van Maria Theresia. Nadat hij weer hersteld was, werd hij in mei 1762 benoemd tot gouverneur van Zevenburgen, aangezien zijn voorganger László Kemény overleden was. Bij het uitoefenen van zijn nieuwe functie was het zijn belangrijkste opdracht om orde te brengen in het bestuur en om verse troepen te rekruteren voor het leger, in het bijzonder om de grenzen te versterken. Von Buccow stierf echter voordat hij deze taak tot een goed einde kon brengen en werd als gouverneur van Transsylvanië opgevolgd door Andreas Hadik von Futak.